# Clonidină
Clonidina este un medicament antihipertensiv, fiind utilizat în tratamentul hipertensiunii arteriale. Căile de administrare disponibile sunt intravenoasă și orală.
Medicamentul acționează ca agonist al receptorilor adrenergici de tipul α2 de la nivelul creierului, ceea ce induce relaxarea arterelor, cu efect antihipertensiv.
Molecula a fost patentată în 1961 și a fost aprobată pentru uz medical în anul 1966.

## Utilizări medicale
Clonidina este utilizat în tratamentul tuturor gradelor de hipertensiune arterială (esențială și secundară).

## Reacții adverse
Principalele efecte adverse asociate tratamentului cu clonidină sunt: uscăciunea gurii, amețeli, cefalee, hipotensiune și somnolență. La întrerupere bruscă, poate induce sindrom de abstinență. Nu se recomandă utilizarea sa în sarcină sau în timpul alăptării.